# IGSW
De Internationale Guano en Superphosphaat Werken (IGSW) was een fabriek voor superfosfaat te Zwijndrecht.
De fabriek werd opgericht in 1895. Hierbij speelde het Rotterdamse handelshuis Wm. H. Müller & Co., agent voor Thomasslakkenmeel, een belangrijke rol. Aanvankelijk verwerkte men guano, en later ging men superfosfaat vervaardigen uit fosfaat en zwavelzuur. In 1912 was de Zwijndrechtse fabriek de grootste kunstmestfabriek van Nederland, met 383 arbeiders in dienst. Het superfosfaat werd onder merknaam Albatros verkocht.
In 1915 fuseerde IGSW met Van Hoorn, Luitjens en Kamminga en CGF tot de VCF.
Het Zwijndrechtse bedrijf werd in 1941 stilgelegd en de productie werd naar Pernis verplaatst. Op het terrein kwam vervolgens een vestiging van Chemproha, een groothandelsfirma in chemische producten.  